# Pierre Eliyya Abo-Alyonan
Pierre Eliyya Abo-Alyonan (1840, Mosul – 27. června 1894 tamtéž) byl jako Eliyya XIV. Abo-Alyonan v období 1878 až 1894 patriarchou chaldejské katolické církve se sídlem v Mosulu. Jeho jméno někdy bývá psáno jako Elie, Elias, Pietro Elia Abolionan, Abbo-Alyonan nebo Eliya.
Studoval tři roky na „Kolegiu pro propagandu“ v Římě a v roce 1865 byl vysvěcen na kněze. 24. května 1874 byl vysvěcen patriarchou Josephem VI. Audem na biskupa z Gazirehu v Turecku. 26. července 1878 byl jmenován patriarchou Babylonu a 28. února 1879 ho papež Lev XIII. v úřadu potvrdil.
Na rozdíl od svého předchůdce se během svého funkčního období choval k Vatikánu velmi rezervovaně a neprohluboval s ním vazby.